# ألفارو إستريلا
ألفارو إستريلا (بالسويدية: Alvaro Estrella)‏ هو مغني سويدي، ولد في 14 أغسطس 1980 في ستوكهولم في السويد.

## روابط خارجية
- ألفارو إستريلا على موقع IMDb (الإنجليزية)
- ألفارو إستريلا على موقع ميوزك برينز (الإنجليزية)
- ألفارو إستريلا على موقع أول ميوزيك (الإنجليزية)
- ألفارو إستريلا على موقع ديسكوغز (الإنجليزية)